# Asistent detektiva Zbyška
Asistent detektiva Zbyška je český vizuální román. Vytvořila jej skupina vývojářů známá jako Please wait. Vývoj zabral 5 měsíců. Hra vyšla 19. ledna 2012. Herní doba se odhaduje na 90 minut. V celé hře se vyskytuje 105 míst, kde má hráč v roli detektivova asistenta šanci ovlivnit příběh, na základě čehož dospěje k jednomu z 12 konců.

## Příběh
Hráč, coby nejlepší student detektivní školy, se má na čtyři týdny stát asistentem detektiva Zbyška Clause, statečného delfína, který se svým týmem dohlíží na pořádek. Děj je zasazen do města Regenbogen, kam je asistent poslán. Právě v den nástupu na praxi je zjištěna vražda mladého jednorožce.

## O hře
Hra je v češtině a obsahuje 4 387 dialogových obrazovek a 33 155 slov. Je v ní také 104–105 rozhodovacích míst, přičemž se vyskytují tři druhy rozhodování. Prvním je ověřování znalostí, což však nemá na hru vliv. Dalším je volba činu, které bude mít následky až v budoucnosti. Posledním je rozhodování, které ovlivňuje aktuální situace a zásadně směřuje pokračování děje hry. Právě na základě toho hráč dojde k jednomu z 12 konců. Dokončení hry k jednomu z konců zabere zhruba jednu a půl hodiny.
Hra byla vytvořena v RenPy. Inspirací byly jiné české vizuální romány Enmaku a Heartbeat.